# Cultura de Trinidad y Tobago
La cultura de Trinidad y Tobago es el resultado de las diferentes influencias ligadas a su historia, con aportaciones africanas, indias, amerindias, chinas, británicas, francesas y en menor medida portuguesas y españolas. Algunos elementos de la cultura británica están muy presentes en las islas, debido a que formaban parte del Imperio Británico en el pasado. Por ejemplo, el inglés es la lengua dominante y el fútbol y el cricket son los deportes más populares.

## Festivales
El festival más importante de Trinidad es el carnaval, que fue importado por los colonos franceses a finales del siglo XVIII, llegados gracias a la Cédula de Población de 1783. Al principio reservada a la élite colonial del país, su celebración fue progresivamente imitada y adaptada por los esclavos hasta que en 1838 (fecha de la abolición de la esclavitud en el país) se transmitió al resto de la población. Las mascaradas tradicionales del carnaval trinitario parodian los personajes de la sociedad colonial, como los esclavos de las plantaciones (con un personaje popular llamado Nègre Jardin) o las damas de la alta sociedad (Dame Lorraine). Los personajes del carnaval tradicional llegaron a su máxima evolución a principios del siglo XX, antes de la comercialización del carnaval destinada al turismo.
Las festividades religiosas también son muy importantes: la Navidad cristiana, el Divali o festival indio de las luces (que tiene lugar en otoño), y el Eid_ul-Fitr (que marca el final del Ramadán para los musulmanes). Otras festividades, como el Boxing Day (o Second day of Christmas, día de rebajas de después de Navidad), reflejan la influencia de la cultura anglosajona en la isla.

## Música

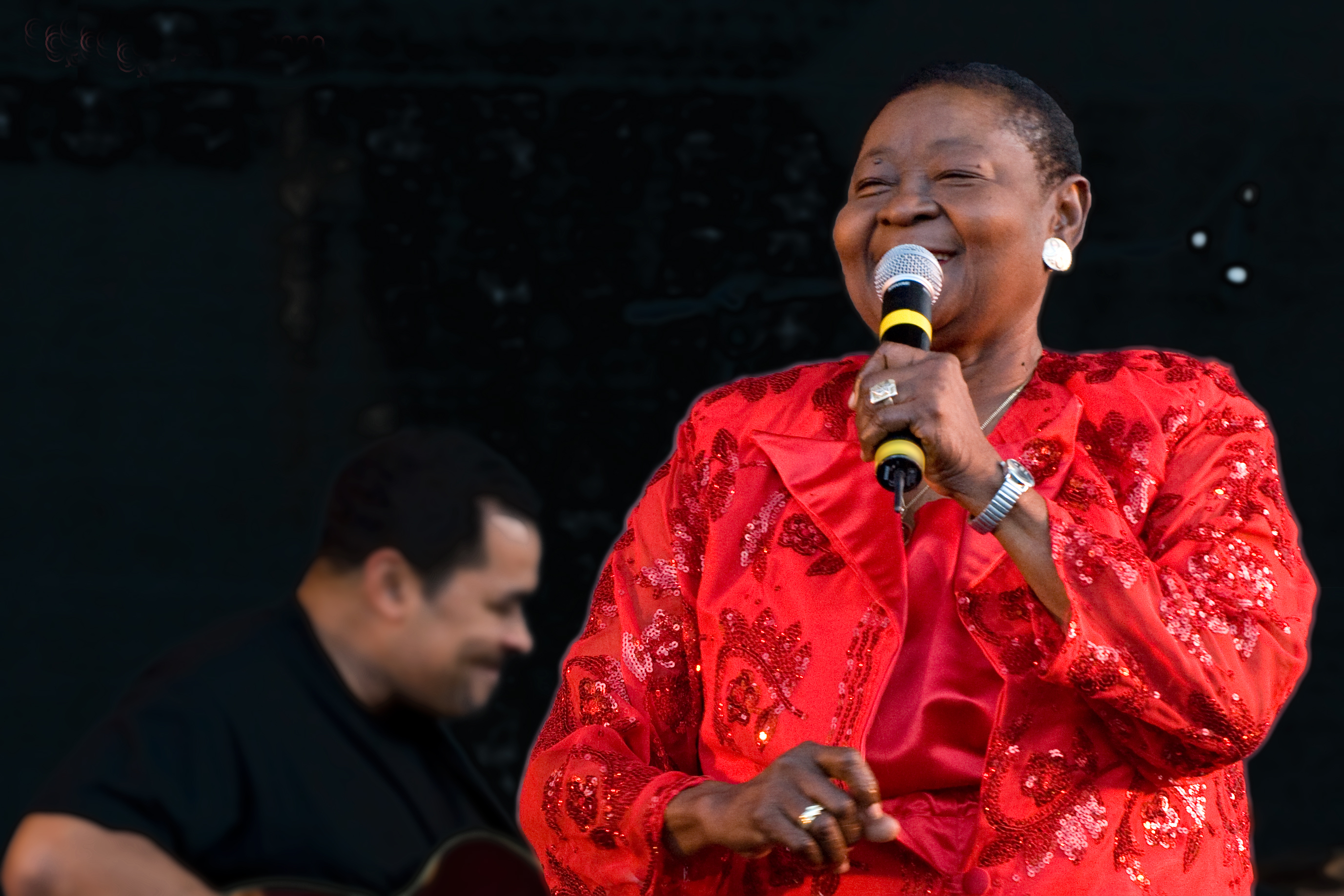
Calypso rose, cantante de calipso nacida en Tobago

El  Calipso es la música más conocida de Trinidad y Tobago. Su popularidad en el país se debe a su papel histórico como medio de denuncia política y social pero también como medio de expresar logros humanos. También es la música asociada al carnaval.
En la segunda mitad del siglo XX en Trinidad comienzan a mezclarse diferentes músicas típicas de las diferentes culturas de la isla. El más prominente de entre ellos es la Soca (abreviación de Soul Calypso), que nace de la fusión de ritmos indios y africanos con una fuerte base electrónica y con influencias del dancehall jamaicano. Garfield Blackman (1941 – 2000), conocido como Ras Shorty I, está considerado como su principal creador. Posteriormente la soca se combinó con otros estilos insulares e internacionales para dar géneros híbridos como el chutney-soca, parang-soca, ragga-soca, etc.
El Chutney es un género que nace de la adaptación de las tradiciones indo-caribeñas con la música popular contemporánea. El término Parang (derivado del español Parranda) engloba distintos géneros musicales asociados a la Navidad y relacionados con la música de los países hispanohablantes del Caribe. Sus principales instrumentos son el cuatro (pequeña guitarra de cuatro cuerdas), las maracas, el toc toc (nombre local de las claves), la mandolina, la guitarra acústica, el güiro y un instrumento local llamado box bass (un tipo de bajo hecho con una caja de madera). A diferencia de la Parranda venezolana, en el Parang el componente instrumental es mucho más importante que las letras, así que existen temas totalmente instrumentales.

## Lenguas
Alrededor del año 1886, a pesar de que sólo dos poderes coloniales controlaban la isla de Trinidad, el reverendo W.H. Gamble describe una treintena de lenguas, entre las que se cuentan el warao como lengua indígena pero también lenguas europeas (español, neerlandés, inglés, alemán, francés, italiano), diversas lenguas y dialectos africanos (yoruba, ibo, kongo), criollos de base francesa e inglesa, lenguas de todas las partes de la India así como distintas variedades de chino (que podrían haber sido cantonés y hakka). Hoy en día, sólo una docena de estas lenguas son todavía utilizadas o recordadas.

## Literatura
Entre los escritores del país se cuentan un ganador del Premio Nobel de Literatura: V.S. Naipaul. Otros escritores destacados son Michael Anthony (1932) y Earl Lovelace (1935).
C.L.R. James (1901 - 1989), historiador y ensayista, está considerado (junto con Aimé Césaire) como uno de los fundadores del movimiento anticolonialista antillés, en especial gracias a su libro Los jacobinos negros, que describe el proceso revolucionario de Haití. La única novela que escribió tiene como título Minty Alley y fue publicada en Londres en 1936.

## Gastronomía

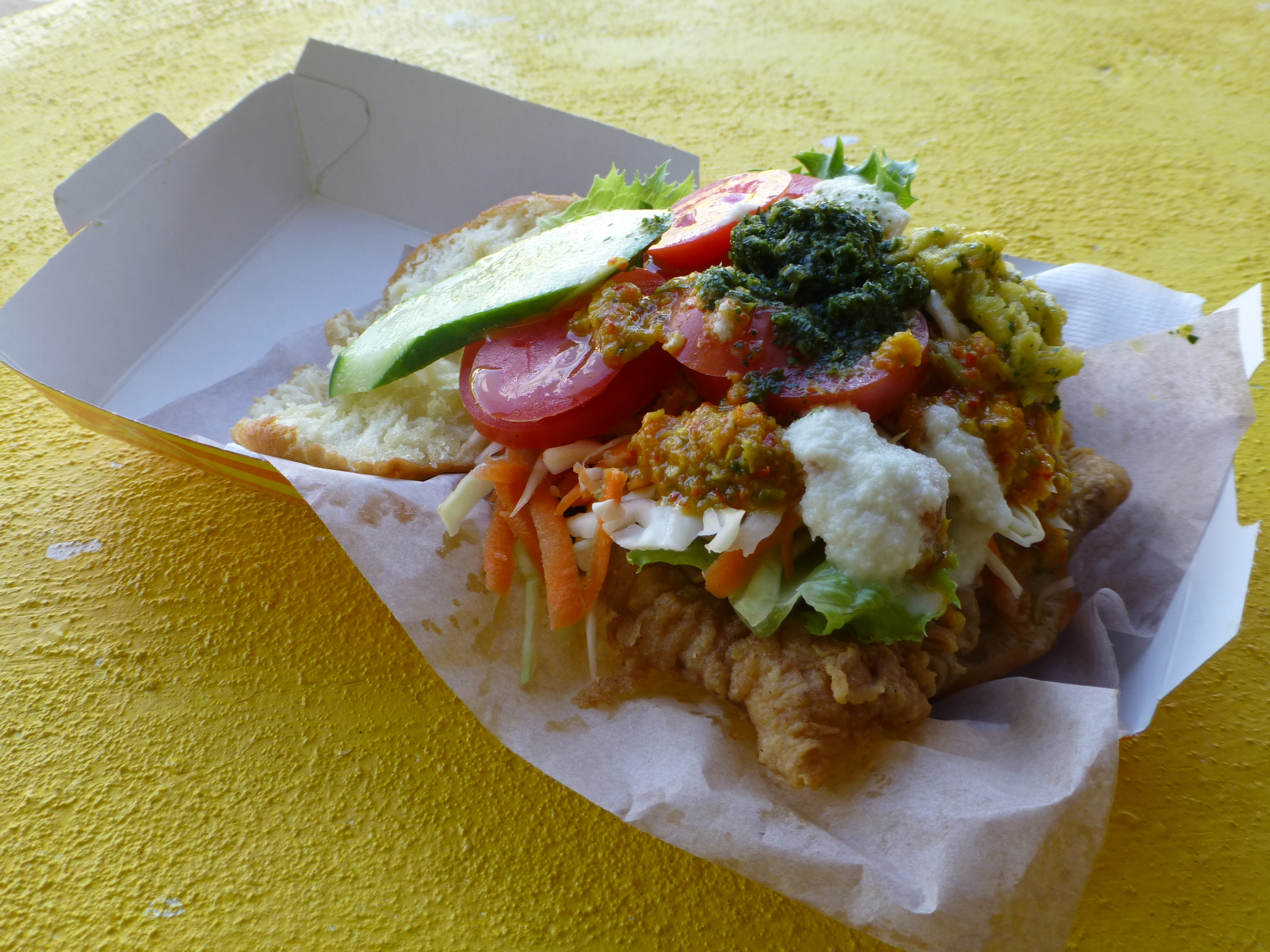
Bake and Shark

La gastronomía de Trinidad y Tobago es el resultado de la fusión de elementos de las cocinas india, africana, criolla, amerindia, europea, china y libanesa.
Entre las especialidades insulares destacan el  Callaloo, una sopa a base de hojas verdes (amaranto,  taro o diferentes especies del género Xanthosoma) aderezados con diversos condimentos. La comida callejera es muy variada e incluye platos como los Doubles (una preparación a base de curry de garbanzos presentada entre dos lonchas de pan frito y aderezado con diferentes salsas) y el Roti Wrap (un tipo de pan indio enrollado con un relleno a base de curry), que son vendidos en puestos cercanos a la carretera. En la playa de Maracas Bay se puede degustar el popular Shark and Bake, un bocadillo a base de carne de tiburón, aunque últimamente hay puestos que la están remplazando con carne de pez gato. Uno de los platos más populares de Tobago es el Crab and Dumplings (un plato de salsa a base de cangrejo acompañado de trozos de masa cocidos llamados dumplings).